# Dean Heller

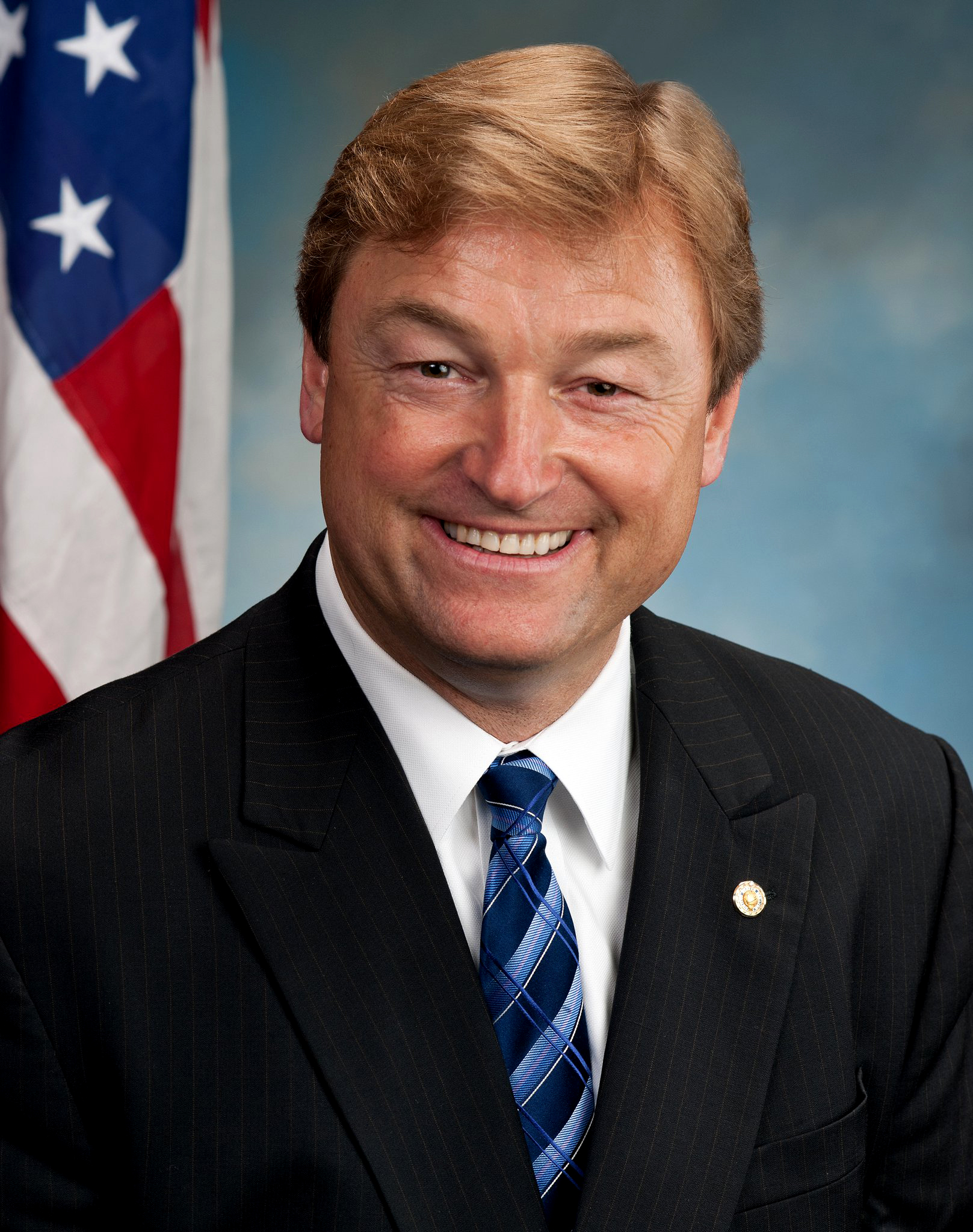
Dean Heller (2011)

Dean Arthur Heller (* 10. Mai 1960 in Castro Valley, Kalifornien) ist ein US-amerikanischer Politiker der Republikanischen Partei. Von 2007 bis 2011 vertrat er den zweiten Distrikt des Bundesstaats Nevada im US-Repräsentantenhaus; ab dem 3. Mai 2011 war er Mitglied des US-Senats für diesen Bundesstaat. Nach seiner Wahlniederlage 2018 schied er im Januar 2019 aus dem Kongress aus.

## Werdegang
Dean Heller wuchs in Nevada auf, besuchte die Carson High School in Carson City und dann bis 1985 die University of Southern California in Los Angeles. Vor seiner politischen Laufbahn arbeitete er an der Börse und im Aktienhandel. Zwischen 1990 und 1994 saß er als Abgeordneter in der Nevada Assembly. Von 1995 bis 2007 gehörte er als Secretary of State der Regierung Nevadas an.
2006 wurde er für den zweiten Kongresswahlbezirk Nevadas in das Repräsentantenhaus der Vereinigten Staaten gewählt. Bei dieser Wahl setzte er sich mit fünf Prozentpunkten Stimmenvorsprung gegen Jill Derby von der Demokratischen Partei durch. Im Jahr 2008 wurde er mit noch deutlicherem Vorsprung – erneut gegen Jill Derby – in seinem Mandat bestätigt, ebenso im November 2010 gegen die Demokratin Nancy Price. Heller war im Repräsentantenhaus Mitglied des Committee on Ways and Means. Er wurde als möglicher Kandidat bei den Gouverneurswahlen des Jahres 2010 oder für den Senat der Vereinigten Staaten genannt. Heller erklärte aber, nicht gegen den demokratischen Amtsinhaber Harry Reid antreten zu wollen, der dann auf Sharron Angle traf und diese besiegte.
Als der damalige US-Senator für Nevada, John Ensign, im April 2011 ankündigte, sein Mandat zum 3. Mai 2011 niederzulegen, galt Heller in den Medien als erster Anwärter für das Amt und wurde im Mai tatsächlich von Gouverneur Brian Sandoval zum Senator in der Nachfolge Ensigns ernannt. Heller gewann die reguläre Senatswahl im November 2012 gegen die demokratische Kongressabgeordnete Shelley Berkley knapp.
Heller rückte während Donald Trumps erster Präsidentschaft im Juni 2017 in die öffentliche Aufmerksamkeit, weil er – als Senator eines Bundesstaats, den die Demokratin Hillary Clinton 2016 gewonnen hatte und bei der Wahl 2018 deshalb für die Republikaner in Gefahr war – sich mit seiner womöglich entscheidenden Stimme bei der Senatsabstimmung gegen die von seiner Partei erarbeitete Gesundheitsreform stellte, die Obamacare weitgehend ersetzen und nach Berechnungen des Congressional Budget Office 22 Millionen Menschen die Gesundheitsversicherung kosten sollte. Heller wurde unterstützt vom Gouverneur Sandoval, der die Krankenversicherung von 210.000 Einwohnern Nevadas gefährdet sah, wurde aber parteiintern durch mögliche Primary-Gegner und die Super PAC des Präsidenten selbst bedroht, die eine Fernsehspotkampagne gegen Heller androhte. Nachdem sich Heller lange von Präsident Trump distanziert hatte, suchte er im Wahlkampf um seinen Senatssitz 2018, bei dem er als gefährdetster republikanischer Mandatsinhaber gegen die Demokratin Jacky Rosen galt, dessen Nähe. Am Wahltag unterlag er Rosen mit 45,4 zu 50,4 Prozent der Stimmen. Sein Mandat endete am 3. Januar 2019.
Dean Heller ist ein Mormone und verheiratet mit Lynne Heller, mit der er vier Kinder hat.